# Paulina Buziak
Paulina Buziak (Mielec, 16 december 1986) is een atleet uit Polen.
Op het Europees kampioenschap in 2010 nam Buziak deel aan het onderdeel snelwandelen 20 kilometer, en werd ze gediskwalificeerd.
Op de Olympische Zomerspelen van Londen in 2012 nam Buziak deel aan het onderdeel 20 kilometer snelwandelen, alwaar ze 43e werd. Vier laar later, op de Olympische Zomerspelen van Rio de Janeiro, deed ze wederom mee en werd ze op dit onderdeel 28e.
- World Athletics: 14293486